# Biblioteche di esperanto
Segue una lista delle principali biblioteche contenenti libri in esperanto, o relativi a tale lingua.
È da notare che nessuna delle biblioteche della lista dispone del primo libro stampato in esperanto, l’Unua libro por Rusoj (per russi) del 1887, di quest’opera oggi rarissima si conoscono quattro esemplari tre dei quali presso istituzioni pubbliche e uno presso un privato: Biblioteca Nazionale Austriaca, Biblioteca dell’Università di Varsavia, Biblioteca di stato russa, Paolo Barbieri (bibliofilo italiano). Una quinta copia, un tempo presente in Germania, venne trasferita durante il periodo nazista dalla Royal Saxony Library alla Biblioteca di Stato di Berlino. Nonostante che nel catalogo della biblioteca sia menzionata, questa copia di fatto non è disponibile in quanto persa, probabilmente durante la seconda guerra mondiale.
Questa pagina non è destinata ad ospitare informazioni sulle singole biblioteche, tranne laddove il materiale non sia sufficiente a giustificare una voce a sé stante per ciascuna di esse.
| Biblioteca                                    | Località                    | Patrimonio librario | Patrimonio librario | Patrimonio librario  | Note          |
| Biblioteca                                    | Località                    | Voci a catalogo     | Libri               | Testate di periodici | Note          |
| --------------------------------------------- | --------------------------- | ------------------- | ------------------- | -------------------- | ------------- |
| Museo internazionale di esperanto             | Vienna, Austria             | 110 000             | 35 000              | 2 500                | A fine 2014   |
| Germana Esperanto-Biblioteko                  | Aalen, Germania             | 51 540              | 22 000              | 2 402                | A fine 2009   |
| Biblioteca Hector Hodler (UEA)                | Rotterdam, Paesi Bassi      | ?                   | 20 000              | ?                    | A fine 2008   |
| CDELI                                         | La Chaux-de-Fonds, Svizzera | 20 000              |                     |                      | [ 4 ]         |
| Biblioteca Montagu Butler                     | Londra, Regno Unito         |                     | ~12 500             |                      | [ 5 ]         |
| Fondazione Vanbiervliet                       | Kortrijk, Belgio            |                     | 10 589              |                      | [ 6 ]         |
| Hispana Esperanto-Muzeo                       | Ordal di Subirats, Spagna   |                     | 10 180              |                      | [ 7 ]         |
| Biblioteko de JEI                             | Tokyo, Giappone             | 10 000              | 10 000              | No                   | Dati 2009     |
| Biblioteca nazionale di esperanto             | Massa, Italia               |                     | 8 000               | 176                  | A fine 2008   |
| Esperanto-Kolektaĵo Fajszi                    | Budapest, Ungheria          |                     |                     |                      | [ 9 ]         |
| Università Cattolica di Lublino               | Lublino, Polonia            |                     |                     |                      | [ 10 ]        |
| Nacia Esperanto-Muzeo                         | Gray, Francia               |                     |                     |                      |               |
| Casa museo Luigi Capuana (fondo Pietro Rizzo) | Mineo (CT), Italia          | 1 918               |                     |                      | [ 11 ] [ 12 ] |
| Libreria Ludvik                               | Halifax, Canada             |                     | 1 900               |                      | [ 13 ]        |
| Biblioteca Somogyi (sezione di esperanto)     | Seghedino, Ungheria         |                     |                     |                      |               |